# Nebulizzazione

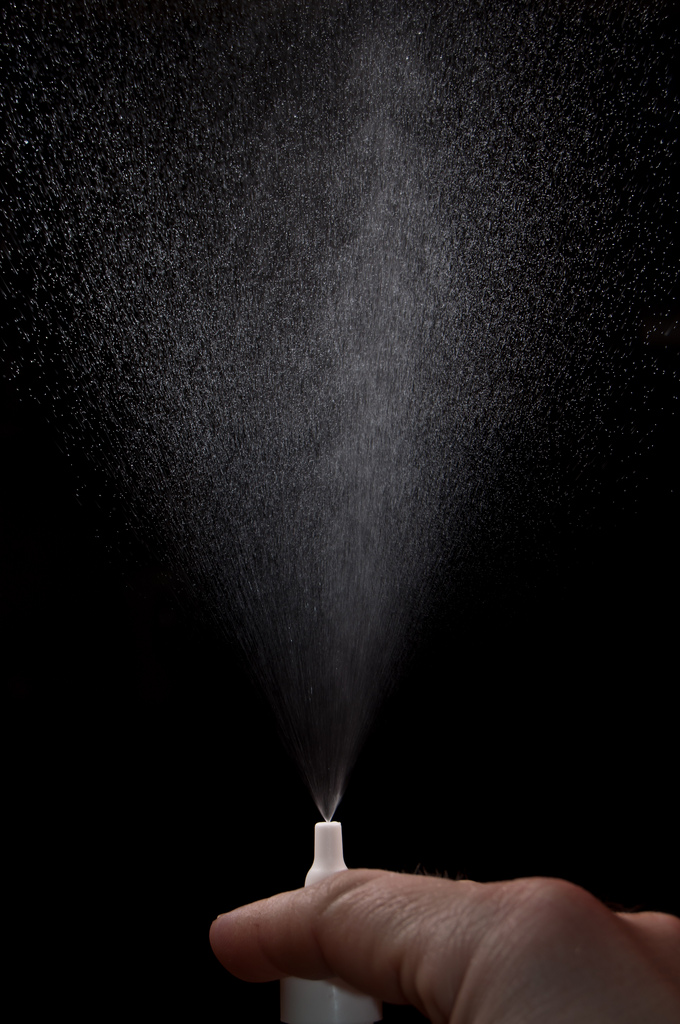
Getto liquido ottenuto per nebulizzazione.

La nebulizzazione (talvolta detta impropriamente "atomizzazione") è la riduzione di un liquido in parti minutissime (gocce), che si ottiene ad esempio facendo scontrare il liquido con un getto d'aria ad elevata velocità oppure costringendo il liquido a passare attraverso un orifizio avente una sezione di passaggio molto stretta. Tanto più stretta sarà la sezione di passaggio dell'orifizio, tanto maggiore sarà la pressione a cui il liquido è sottoposto.
Esistono anche atomizzatori elettrostatici e ultrasuoni, che comunque sono associati a portate molto basse, per cui sono relegati ad applicazioni di nicchia.

## Descrizione termodinamica del processo

### Formazione delle gocce
Si assume che il processo termodinamico di nebulizzazione avvenga in maniera adiabatica (ovvero senza che avvengano scambi di energia con l'ambiente).
Il processo di nebulizzazione non va confuso con quello di umidificazione: infatti nel processo di nebulizzazione il liquido in questione (in genere acqua) non varia immediatamente il proprio stato di aggregazione, cioè non passa istantaneamente allo stato di vapore, bensì si ha anzitutto un incremento dell'area interfacciale che separa la fase liquida da quella gassosa. Sebbene nel processo di nebulizzazione le gocce possano risultare molto piccole, esse hanno comunque delle dimensioni macroscopiche, ovvero il loro stato di aggregazione è liquido, non gassoso. Al contrario, durante il processo di umidificazione il liquido viene sottoposto ad un passaggio di fase (da liquido a gassoso). Sebbene la trattazione teorica dei due processi è distinta, in pratica i due processi possono avvenire in sequenza, per cui i loro effetti si sommano.
Il processo di nebulizzazione comporta un aumento del coefficiente di scambio termico tra l'acqua e l'aria, dovuto al fatto che l'interfaccia tra le due fasi è tanto maggiore quanto è minore il diametro delle gocce di liquido.

### Evaporazione del liquido
Una volta che le gocce si sono formate, può intervenire un processo di raffreddamento, dovuto all'evaporazione del liquido.

#### Calore latente di evaporazione
Il processo termodinamico alla base è una trasformazione adiabatica del sistema, per cui l'energia totale del sistema non cambia, ma viene solo trasformata.
In sostanza parte dell'energia presente sotto forma di calore (detta calore latente di vaporizzazione) viene impiegata per fare passare sotto forma di gas l'acqua nebulizzata.
All'energia sottratta dal calore latente occorre sommare quella derivante dal calore sensibile o calore specifico, che in genere è molto minore.
Ad esempio, per fare evaporare un litro d'acqua alla temperatura di 20 °C e alla pressione atmosferica, occorrerà una quota di energia pari alla somma del calore latente e del calore sensibile:
{\displaystyle C_{l}=2272kJ}
{\displaystyle C_{s}=4,186\cdot \;\triangle \;T=4,186\cdot \;80=334,8kJ}
{\displaystyle C_{t}=C_{s}+C_{l}=2606,8kJ}
Come si può verificare, anche se l'acqua è fredda, il grosso del contributo al raffreddamento è dato dalla evaporazione (termine {\displaystyle C_{l}})
Il risultato della trasformazione è una diminuzione della temperatura: infatti sul diagramma psicrometrico si tratta di una trasformazione che avviene lungo la linea di raffreddamento adiabatico.
Quando l'incremento dell'umidità relativa, dovuto alla vaporizzazione dell'acqua, non interessa (ad esempio raffreddamento nell'industria di processo), è sufficiente evitare la saturazione dell'ambiente regolando con un igrostato o sistemi simili.
Quando invece è necessario raffrescare in presenza di animali o persone, allora occorre bilanciare correttamente temperatura e umidità, altrimenti si rischia di non ridurre o addirittura innalzare l'indice di calore. Per questo motivo è importante utilizzare sistemi in grado di modulare la quantità di acqua nebulizzata (e quindi la trasformazione sul diagramma psicrometrico) sull'indice di calore o su altre funzioni simili di umidità e temperatura.
Esistono degli studi che legano le condizioni di benessere degli esseri viventi all'indice di calore e ai valori di umidità e temperatura più in generale.

#### Effetto del diametro della goccia
La velocità di evaporazione, è inversamente proporzionale al diametro della goccia, secondo la seguente formula, che esprime la superficie di scambio termico in funzione del diametro della goccia, per unità di volume:
{\displaystyle {\frac {A}{V}}={\frac {3}{r}}}
Ne consegue che riducendo anche di poco il diametro aumenta di molto la superficie, soprattutto quando il diametro della goccia diventa molto piccolo come nel caso della nebulizzazione.
Se consideriamo ad esempio, una nebbia con un raggio medio di 10 µm, vediamo che il volume e la superficie di una goccia è di:
{\displaystyle V={\frac {4}{3}}\pi r^{3}={\frac {4}{3}}\pi 0.00001^{3}=4,188\cdot \;10^{-15}m^{3}}
{\displaystyle A=4\pi r^{2}=1,256\cdot \;10^{-9}m^{2}}
Dunque per atomizzare 1L di acqua in gocce dal raggio di 10 µm occorrono:
{\displaystyle n={\frac {1}{1000V}}}
ossia più di 238 miliardi di gocce, che corrispondono a quasi 300 {\displaystyle m^{2}} di superficie di scambio termico, che rende il processo di evaporazione estremamente veloce (evaporazione flash).
Il processo di nebulizzazione avviene per attrito con l'aria. Per questo motivo è molto importante la velocità con cui l'acqua viene a contatto con l'aria.
Questa velocità viene raggiunta mediante il passaggio attraverso i fori microscopici degli ugelli atomizzatori. Poiché il diametro del fori di passaggio è limitato verso il basso dalle tecnologie di foratura attualmente disponibili, per aumentare la velocità dell'acqua è necessario aumentare il più possibile la pressione a monte dell'ugello
Maggiore è la pressione, maggiore sarà la velocità di passaggio, minore il diametro della goccia.

## Salubrità della nebulizzazione in presenza di esseri viventi
Un aspetto da non trascurare nei processi di nebulizzazione è la presenza e la formazione di cariche batteriche nell'acqua ristagnante nella linea, in particolare in tratti di linea esposti all'aria atmosferica, quali vasi di espansione, vasche di ricircolo, serbatoi di adduzione... 
Per ovviare a questo problema è necessario ridurre o eliminare la presenza di tali vasi ed effettuare trattamenti disinfettanti periodici mediante il dosaggio di sostanze chimiche disinfettanti attive su batteri come la legionella. 
Questo problema è stato citato da quotidiani nazionali con particolare rilievo a luoghi affollati, in quanto la legionella rappresenta un rischio biologico importante (può anche causare la morte).

## Impieghi
Il processo di nebulizzazione viene utilizzato in iniettori o carburatori per motori di automobili, motociclette, camion e in generale per autotrazione, motori navali o nei getti di carburante nei bruciatori delle caldaie.
In alcune caldaie di elevate dimensioni e potenza, il liquido viene mescolato al vapore per migliorare la sua nebulizzazione ed aumentare la sua temperatura, migliorando il rendimento termodinamico.
La nebulizzazione viene anche utilizzata per raffrescare ambienti esterni; l'utilizzo di acqua nebulizzata immessa in aria produce un abbattimento del caldo aumentando l'umidità, catturando gli odori, abbattendo le polveri e allontana gli insetti. Questo sistema viene detto "condizionamento per ambienti esterni".
La nebulizzazione viene utilizzata, in merito al trattamento dell'atmosfera, per micronizzare oltre all'acqua composti liquidi attivi in grado di sanificare l'aria di locali – di dimensioni più o meno grandi – e anche di grandi siti aperti quali discariche. 
Per sanificazione s'intende l'abbattimento dell'inquinamento olfattivo, l'allontanamento degli insetti, la riduzione della diffusione di agenti batterici e allergeni per via aerea. 
La sanificazione dell'aria degli ambienti pubblici che si ottiene grazie al processo di nebulizzazione di composti liquidi disinfettanti permette la diminuzione della diffusione di malattie batteriche quali l'influenza e delle allergie stagionali riducendo la quantità di allergeni nell'aria. 
La tecnica della nebulizzazione può essere anche impiegata nei sistemi antincendio. Una recente tecnica di distribuzione dell'acqua nebulizzata è chiamata water mist; questo tipo d'impianto idrico combina la caratteristica di estinzione propria dell'acqua, con la capacità di penetrazione dei gas senza pericolo per la sicurezza dell'ambiente e delle persone presenti.
Inoltre questa tecnica viene adoperata nell'ambito del restauro architettonico, per quanto concerne la pulizia di materiali costruttivi da depositi superficiali e croste.

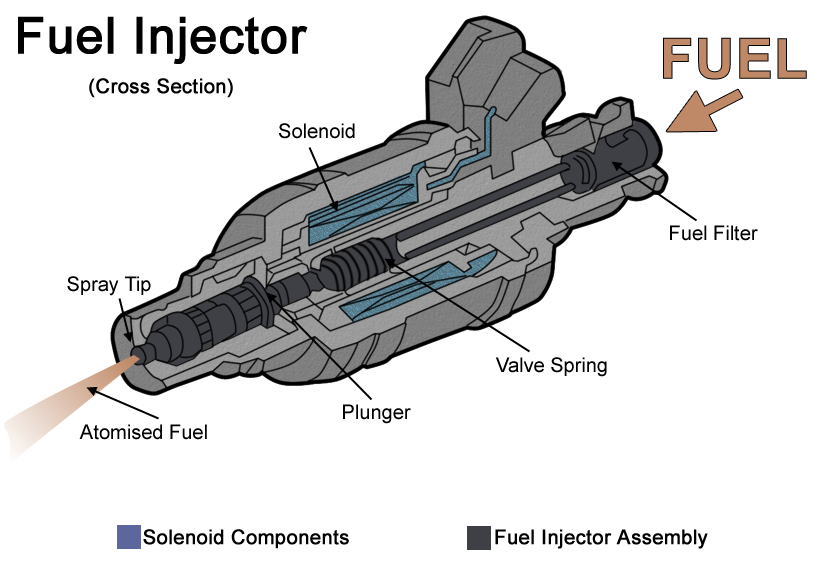
Schema di funzionamento di un iniettore
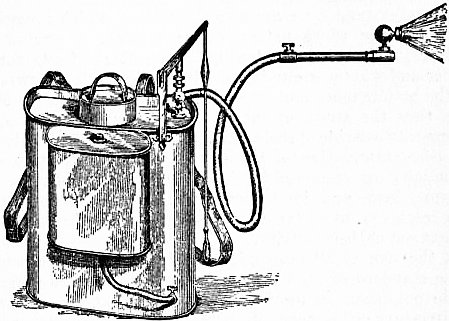
Schema di funzionamento di un nebulizzatore portatile per usi agricoli
Nebulizzatore da laboratorio
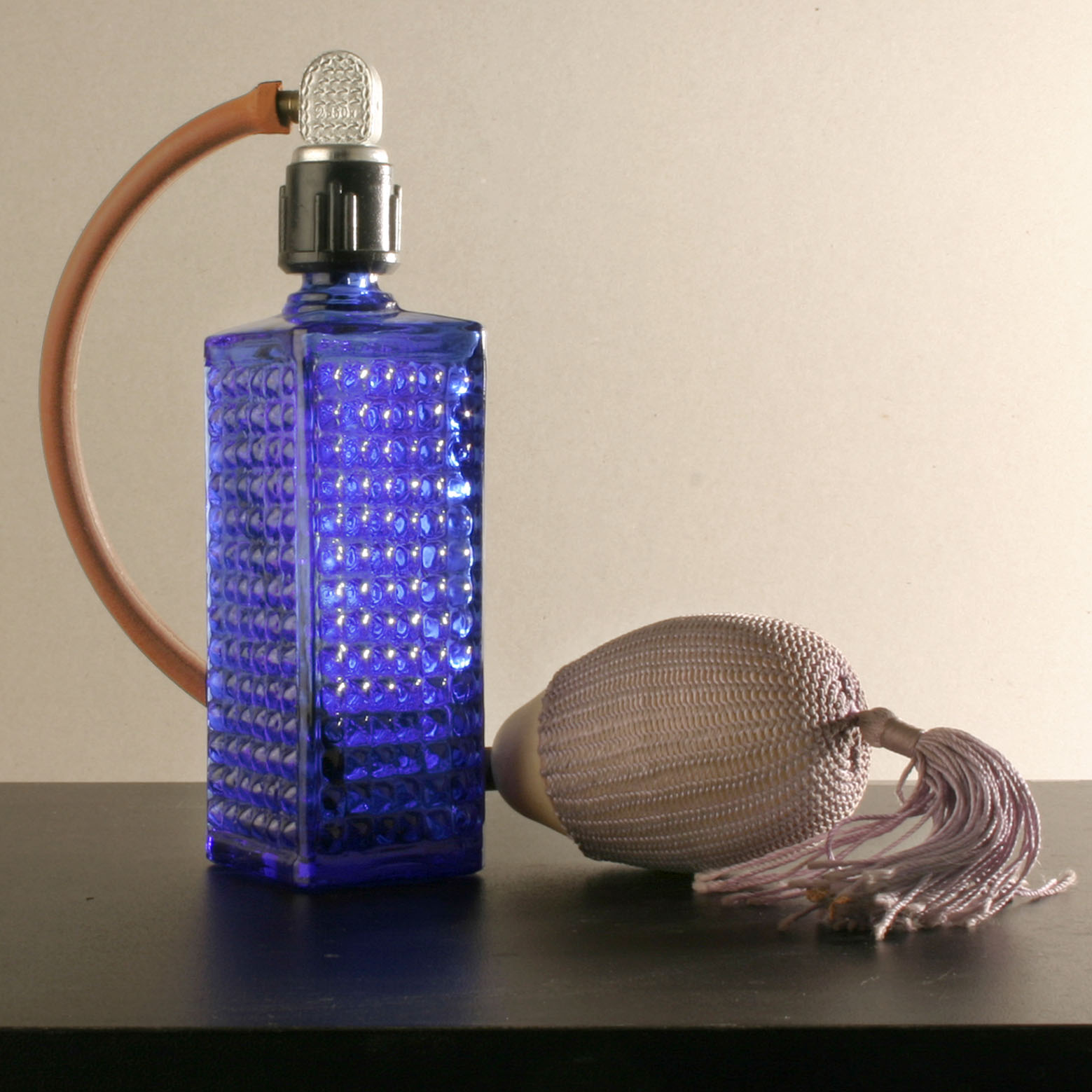
Bottiglia di profumo con nebulizzatore
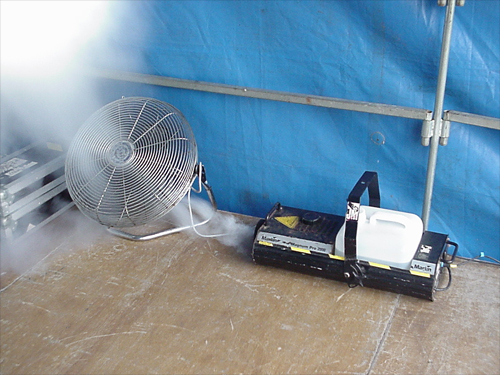
Generatore di fumo